# 日本パーキングセンター

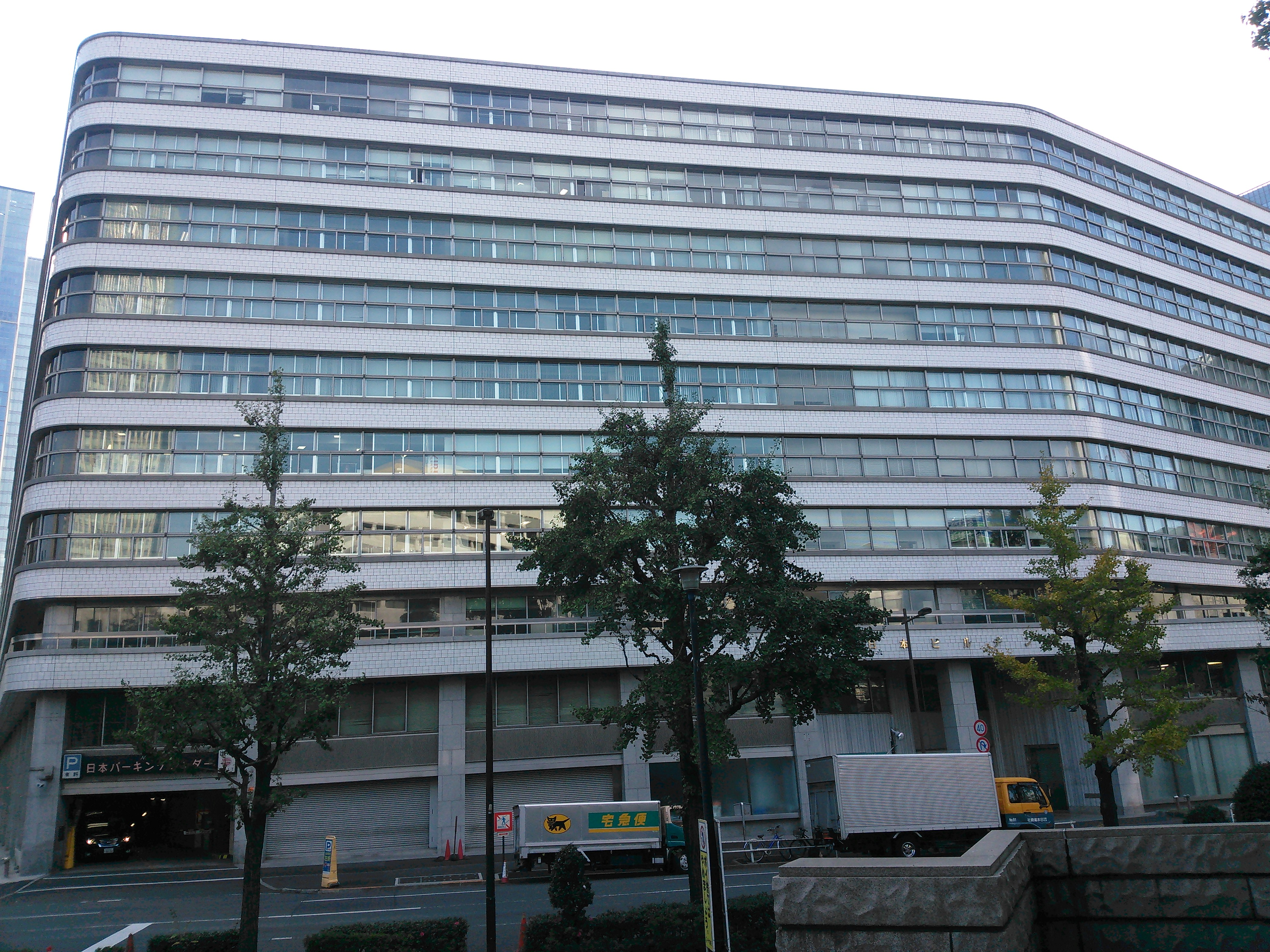
日本ビルヂングの北側。左端に日本パーキングセンターの入口があった。

日本パーキングセンター（にっぽんパーキングセンター）は、東京都千代田区大手町にある公共駐車場である。首都高速八重洲線常盤橋出入口に直結する地下駐車場を運営していたが、2016年3月末より一般車両向けの営業を休止している。

## 歴史
1966年11月に、日本ビルヂングの地下に212台分、および東京都下水道局施設地下に82台分の地下駐車場を竣工。日本ビルガレージ社が運営にあたった。1970年2月に新日鉄ビル（のちのJXビル）地下に167台、および日本ビルと新日鉄ビルの間の中央通路地下に204台分の駐車場を竣工。同年5月、常盤橋街区の地下2・3階の駐車場の経営を目的として、株式会社グランドパーキングセンターが設立された。この会社は、法定上経営に参加できない下水道局を除く地権者が出資し、三菱地所が76%、朝日生命保険21%、大和土地建物が3%の株式を保有した。同年6月に大和呉服橋ビル地下に14台、および隣接する都市公園地下に32台分の駐車場を竣工。同年8月には、日本ビルガレージ社はグランドパーキングセンターに吸収合併された。1971年8月に朝日東海ビル地下に109台分の駐車場が竣工し、総収容台数820台、総面積31,608㎡の日本パーキングセンターが完成した。所有者の異なる複数の民間ビルの地下に公共駐車場を設けることは、当時としては異例のことであった。さらに1973年2月15日には首都高速八重洲線に常盤橋出入口が開設され、首都高速道路と直結した。
常盤橋街区の各ビルは再開発のため建替えられることとなり、2016年3月末をもって一般駐車場としての営業を休止。常盤橋出入口も閉鎖された。

## 常盤橋出入口
一般街路のほか首都高速八重洲線北行き八重洲トンネル内の常盤橋出入口にも直結しており、西銀座ジャンクション方面から駐車場へ、駐車場から神田橋ジャンクション方面への利用が可能であった。一般街路から同出入口を経て首都高速を利用する場合には、通行料金のほか少なくとも最低料金相当額の駐車料金が必要であった。